# Засенко Петро Петрович
Петро́ Петро́вич Засенко (* 22 травня 1936, Любарці — сучасний Бориспільський район) — український поет та перекладач, член Національної Спілки письменників України, 1986  рік — нагороджений Грамотою Президії ВР УРСР, 1998  рік — лауреат премії ім. А. Малишка, заслужений працівник культури України — 2006 рік.

## Життєпис
Закінчив філологічний факультет Київського державного університету імені Тараса Шевченка. Друкуватися почав з 1955 року.
Працював у видавництвах «Веселка», «Молодь» (1961—1970 р.р.), «Музична Україна», референтом в апараті Спілки письменників України. За СРСР звинувачувався у «хуторянстві».
Від вересня 1983 по 2011 рік — в журналі «Київ» завідував відділом поезії.
Від 2011 по 2021 рік був головою Всеукраїнської приймальної комісії Національної Спілки письменників України.

## Творчий доробок
Є автором таких книг:
- 1962 — збірки поезій «Зірниця», видавництво «Молодь»,
- 1965 — «На ярмарку вітрів»,
- 1969 — «Князівство трав»,
- 1986 — «Косовиця», видавництво «Дніпро»,
- та нарису «Троянди Паміру», 1966, «Молодь».

Збірку «Князівство трав» радянська влада знищила — весь надрукований тираж, Петра Засенка звинуватили в націоналізмі, звільнено з роботи. Його ім'я занесли до «чорних списків» із забороною виступів і можливісті друкуватися.
Перекладав українською твори Міразіза Ахзама (з узбецької), Григора Акопяна — з вірменської (спільно з Віктором Кочевським), Григорія Вієру, Расула Гамзатова — разом з Дмитром Павличком, Джамбула Джабаєва, Сергія Єсеніна, Євтушенка, Якуба Коласа, Максима Танка.
Упорядкував книги вибраного Григора Тютюнника «Холодна м'ята» (2009 р.) — із серії «Українська класика».
Яскравий представник «тихої лірики».